# Gorō Adachi
Gorō Adachi (japanisch 安達 五郎 Adachi Gorō, * 1. Januar 1913 in Akaigawa; † 13. September 1999 in Kitakyūshū) war ein japanischer Skispringer und zweimaliger Olympiateilnehmer (1932 und 1936), sowie Japanischer Meister im Skispringen 1935. 

## Werdegang
Adachi nahm zweimal an den Olympischen Winterspielen teil. 1932 in Lake Placid belegte er nach Sprüngen von 60 und 66 Metern den achten Platz und 1936 in Garmisch-Partenkirchen den 45. Platz. 1936 lag er nach einem Sprung von 73 Metern im ersten Durchgang auf dem siebten Platz. Im zweiten Durchgang sprang er 71 Meter, stürzte jedoch und beendete den Wettbewerb infolge des großen Punktverlusts schließlich vor nur zwei gewerteten Konkurrenten.
1935 gewann er den Titel des japanischen Meisters im Skispringen.